# Alconchel de Ariza
Alconchel de Ariza es un municipio y localidad española de la provincia de Zaragoza, en la comunidad autónoma de Aragón. El término municipal, ubicado en la comarca de la Comunidad de Calatayud, tiene una población de 78 habitantes (INE 2024).

## Geografía
El municipio tiene un área de 34,80 km² con una población de 62 habitantes (INE 2019) y una densidad de 2,18 hab./km². Está próximo a las provincias de Guadalajara y Soria. Desde el punto de vista eclesiástico, pertenece al arciprestazgo del Alto Jalón, diócesis de Tarazona y archidiócesis de Zaragoza. 
Este municipio se encuentra junto a la sierra de Solorio y al lado del arroyo de la Sima de la Cañada de Torrehermosa; y a una altitud de casi 900 m. Su paisaje y entorno es casi más típico de las vecinas tierras sorianas o alcarreñas que aragonesas, con sus arcillas rojas sobre las que destaca el verde del grano del recién sembrado o el amarillo del cereal seco o su rastrojo. Predomina el tomillo, la ajedrea, el espliego, el romero, las sabinas, los chaparros, los chopos y los juncos. El clima es tan duro como su tierra: frío y seco; se pasa un largo invierno frío y nevado y los veranos frescos y con poca precipitación.
El curso fluvial de mayor importancia del término es el arroyo de la Sima de la Cañada de Torrehermosa, con su afluente el barranco de Valdehorquera, ambos nacidos en la provincia de Soria, que lo atraviesan de sur a norte, para desaguar en el río Jalón en el término municipal de Monreal de Ariza. 
Forman áridos campos rectangulares, a pies del casco urbano de Alconchel de Ariza, trazan formas geométricas a capricho. Y arriba, sobre un breve altozano, se agrupa el caserío en torno a la iglesia parroquial, que ocupa la cota más alta. A las afueras, mases y algunos corrales. También, la llana circunferencia de las eras donde antaño se tendía la parva dispuesta para la trilla. Es terreno cerealista, no hay más que verlo, ya en el límite con la provincia de Soria. Para los que vienen de Barcelona o Zaragoza, desde hace unos años ya no es preciso pisar tierras sorianas para llegar a Alconchel desde Santa María de Huerta, ya que se puede acceder por Monreal de Ariza desde la A2.
En las inmediaciones nos topamos con las localidades de Aguilar de Montuenga, Arcos de Jalón, Ariza, Cabolafuente, Cetina, Chaorna, Codes, Iruecha, Judes, Monreal de Ariza, Montuenga de Soria, Santa María de Huerta, Sisamón y Torrehermosa.

## Toponimia
Alconchel de Ariza ha originado linajes del apellido Alconchel. Este es un topónimo árabe en cuyo inicio se reconoce el artículo "al" (el). Los musulmanes arabizaron un topónimo “Conchel” creado en la lengua mozárabe que hablaban, en general, los cristianos de la España islámica. Y esta lengua, a su vez, es una evolución del latín vulgar traído a la península ibérica por los romanos. Conchel procede de la palabra en latín concilium, que significa reunión, asamblea, consejo o concilio. Su significado sería concejo, palabra que deriva del mismo étimo. También tiene otro significado el cual es, "la concha", ya que hace referencia a las irregularidades del terreno, lleno de capas de distinto nivel, que semejan las escamas que forman las conchas. Pero el significado más acertado es el primero ya que en un escrito aparece que en Alconchel era un sitio en el que se reunían para discutir sobre temas cercanos a los habitantes.
Su situación fronteriza no ha propiciado la conservación de su pasado, puesto que las guerras castellano-aragonesas han marcado su historia, al igual que buena parte de los pueblos de la Comunidad de Calatayud. Alconchel tiene viviendas populares con los rasgos propios de la arquitectura tradicionales de la zona que se levantan en un laberíntico entramado urbano derivado de su origen árabe. Las calles son sinuosas y estrechas y esto se debe a su historia al igual que los nombres de los barrios los cuales son: Castillazo, Palacio, Escurridero, Morería y Arrabal. Los nombres de Morería y Arrabal son los nombres que se les dan a los barrios de los musulmanes en la época musulmana. Eran barrios marginales que estaban a las afueras del núcleo urbano y las viviendas tenían la característica de ser de fachada estrecha, altas y con mucha profundidad. Se cree que hubo algún castillo o palacio por el nombre de estos barrios.

## Comunicaciones
Para acceder a Alconchel hay que ir desde la N-II hacia Cetina o Ariza pasando por Cabolafuente, o bien por Monreal de Ariza o Santa María de Huerta atravesando por Torrehermosa. Existe una carretera local, la CV-937, que  comunica Alconchel de Ariza con Iruecha, por el sur, y con Alconchel de Ariza, Torrehermosa y Monreal de Ariza, para alcanzar la autovía Madrid-Zaragoza, por el norte.
Por Alconchel discurre también el trazado del AVE Madrid-Zaragoza, en el que se encuentra el puente más alto de la Comunidad de Calatayud; no existe ninguna estación en su término; la estación más próxima es la de Calatayud.

## Historia
Alconchel se fundó en la época árabe, de esto solo hay pruebas en su nombre mozárabe, y en sus entramadas calles. En el año 1131, Alconchel fue cedida a Calatayud gracias al rey de Aragón, Alfonso I El Batallador, por medio de un fuero. A partir de 1381, Alconchel perteneció al Marquesado de Ariza, es decir, a Guillén de Palafox el cual compró a Pedro IV la villa de Ariza y sus aldeas, entre ellas estaba Alconchel. El 15 de septiembre de 1475 el conde de Medinaceli denunció a Juan II. El conde taló las tierras de Ariza, conquistó Alconchel y la fortificó, desde la plaza hostigó la tierra aragonesa; en represalia, Violante de Luna, decomisaba las mercancías castellanas que pasaban por sus tierras. Al final el conde de Medinaceli dio los lugares que conquistó. Todavía en el siglo XV había moros en Alconchel, ya que si tenían abejas debían de dar al señor 100 libras de cera. 
Un 16 de mayo de 1540 nació en Torrehermosa Pascual Bailón Yubero, el cual sería en el futuro santo. Estuvo trabajando de pastor en Alconchel desde 1546 hasta 1558. Tuvo una gran amistad con Juan de Aparicio. Martín García le propuso adoptarle como hijo y hacerle su heredero. Pascual dijo que no, porque quería hacerse fraile. En Alconchel aprendió a leer y a escribir preguntando y ayudándose de la gente del pueblo. Al final se fue a Villarreal, y allí murió. Hacia el año 1575 vivió en Alconchel Damián Gómez, era un bordador muy importante por las tierras de Calatayud. En 1613 Jaime de Palafox poseía cinco beneficios eclesiásticos, uno de ellos era el de la iglesia de Alconchel. En el siglo XVII, fue radicado en Alconchel el apellido Merchante, que provenía de una familia infanzona. Desde 1779 hasta 1795 hubo enfermedades causantes de la infección del aire comunicada con un agua corrompida.
En el siglo XIX Alconchel sufrió la guerra de la Independencia. Los franceses llegaron a Alconchel, quemaron y destruyeron la ermita de san Pascual y casi queman a la imagen de san Pascual, no la quemaron porque los habitantes de Alconchel se la trajeron al pueblo. En el año 1826 había 162 vecinos, 748 habitantes; y la contribución era de 4250 reales, 32 maravedíes. 
Hacia mediados del siglo XIX, la villa tenía contabilizada una población de 531 habitantes. Aparece descrita en el primer volumen del Diccionario geográfico-estadístico-histórico de España y sus posesiones de Ultramar de Pascual Madoz de la siguiente manera:

ALCONCHEL: l. con ayunt. de la prov. de Zaragoza (22 leg.), part. jud. y adm. de rent. de Ateca (6), aud. terr. y c. g. de Aragon (Zaragoza 26.), dióc. de Sigüenza (9): sit. al E. en parage poco ventilado y no de la mayor salubridad. Tiene 115 casas, una escuela de primeras letras, una carniceria, un pósito y una igl. parr. al S. de la pobl., bajo la advocacion de Ntra. Sra. de la Leche, servida por un cura párroco y un capellan. El curato se provee por S. M. ó el diocesano, segun los meses en que vaca, y siempre por oposicion en concurso general. El edificio, de órden gótico, es sólido, fabricadas sus paredes y bóvedas de piedra canteria; hay en su interior varios altares de poco gusto y un órgano regular; la espadaña ó torre es de mala fáb. y peor aspecto. Fuera de la pobl., á dist. como de 600 pasos de la misma, se encuentran las ermitas de Ntra. Sra. de los Dolores, junto á la que está el cementerio, y la de S. Blas. Confina el térm. por el N. con el de Torre-Hermosa (1/4 de leg.), por el E. con el Cabolafuente (1/2), por el S. á igual dist. con la Granja de Algondron, y por el O. con el monasterio de Huerta (1/4). El terreno que ocupa 3,692 fan. de tierra, es de mala calidad y de secano, no se encuentran en todo él ni r. ni arroyos. Los caminos son locales y se hallan en mediano estado. El correo se recibe dos veces á la semana por medio de un balijero que va á buscarlo á la inmediata v. de Ariza: prod.: cebada, centeno, avena, azafran; y cria ganado lanar: ind.: está reducida á los profesores y artesanos mas indispensables, y alguno que otro telar de lienzos ordinarios: pobl.: 125 vec. 531 alm.: cap. prod.: 170,000 rs.: cap. imp. 34,200 rs.: contr. 8,780 rs. 2 mrs. vn. Este pueblo celebra sus fiestas el 2 de febrero á Ntra. Sra. de la Leche, y á S. Blas y á San Pascual, que según tradicion, vivió de pastorcillo en una casa que se conserva.
(Madoz, 1845, p. 459)

En 1859 se terminaron las obras empezadas de la escuela, y de las habitaciones para el maestro. Hasta la reforma de la nomenclatura municipal de 1916 el municipio se llamaba simplemente Alconchel. En dicha fecha su nombre fue modificado por el de Alconchel de Ariza. Sufrió el 23 de agosto de 2003 una riada la cual dejó 40 litros de agua por metro cuadrado, se llevó por delante la piscina, 400 corderos, 200 ovejas y medio centenar de terneras, las casas se quedaron inundadas y esa noche todo el pueblo tuvo que achicar agua. Llegaron numerosas cadenas de televisión para grabar el gran destrozo que se produjo y también esta noticia la recogieron muchos periódicos.
En el siglo XXI cuenta con una tienda, un bar, dos cajas de ahorro, una biblioteca, una piscina municipal, un frontón, una pista de tenis, una farmacia y un consultorio médico. 

## Demografía
Cuenta con una población de 78 habitantes (INE 2024).
| Gráfica de evolución demográfica de Alconchel de Ariza entre 1842 y 2021 |
| |
| Población de derecho según los censos de población del INE Población de hecho según los censos de población del INEEn estos censos se denominaba Alconchel: 1842, 1857, 1860, 1877, 1887, 1897, 1900 y 1910 |

Aunque, según un anuario de 1942, Alconchel llegó a tener cerca de 800 habitantes, el problema de la emigración le ha afectado lo mismo que a muchos pueblos de Aragón, y actualmente los habitantes censados son 76. Eso sí, el paro no existe, porque la gente de Alconchel o bien está jubilada o permanecen en el pueblo porque en él tienen su medio de vida. Los que están en situación de trabajar lo hacen en la agricultura (la mayor parte) y la ganadería. La gente de Alconchel que vive fuera lo hace sobre todo en Zaragoza, Madrid y Barcelona y lo cierto es que no olvidan su pueblo y a él acuden muchos fines de semana, los puentes y vacaciones. En verano las casas que durante el año han permanecido cerradas se abren, y la población se multiplica hasta alcanzar los 300 o 400 habitantes.
| 375                       | 647 | 646 | 644 | 667 | 718 | 759 | 735 | 766 | 724 | 573 | 390 | 283 | 221 | 179 | 132 | 62 |
| (Fuente: INE [Consultar]) |     |     |     |     |     |     |     |     |     |     |     |     |     |     |     |    |

## Economía
La gente de Alconchel o bien está jubilada o permanecen en el pueblo porque en él tienen su medio de vida. Los que están trabajando lo hacen en la agricultura de secano; en la ganadería bovina, ovina y porcina; y en la construcción.

## Administración y política
La localidad cuenta con ayuntamiento desde 1834, localizado en la plaza Mayor nº12.
| Período   | Alcalde                        | Partido |  |
| --------- | ------------------------------ | ------- |  |
| 1979-1983 | Arturo Santander Sáez          | PAR     |  |
| 1983-1987 | Juan José Millán Enguita       | PAR     |  |
| 1987-1991 | Mariano Alonso de Miguel       | PAR     |  |
| 1991-1995 | Jesús Millán Millán            | PSOE    |  |
| 1995-1999 | Gregorio Alonso Hernández      | PAR     |  |
| 1999-2003 | Antonio Rodrigálvarez Escolano | PSOE    |  |
| 2003-2007 | Nemesio Bailón Mateo           | PAR     |  |
| 2007-2011 | Jesús Millán Millán            | PSOE    |  |
| 2011-2015 | Pedro Rubén Sáez Bendicho      | PSOE    |  |
| 2015-2019 | Juan Carlos Sáez Bendicho      | PSOE    |  |

| Partido político    | Partido político                                   | 2003   | 2007   | 2011   | 2015   | 2019   |
| Partido político    | Partido político                                   | Ediles | Ediles | Ediles | Ediles | Ediles |
|                     | Partido de los Socialistas de Aragón (PSOE-Aragón) | 3      | 4      | 3      | 3      | 3      |
|                     | Partido Popular de Aragón (PP)                     | —      | —      | —      | —      | —      |
|                     | Partido Aragonés (PAR)                             | 2      | 1      | —      | —      | —      |
|                     | Izquierda Unida (IU)                               | —      | —      | —      | —      | —      |
| Total de concejales | Total de concejales                                | 5      | 5      | 3      | 3      | 3      |

## Monumentos

### Iglesia

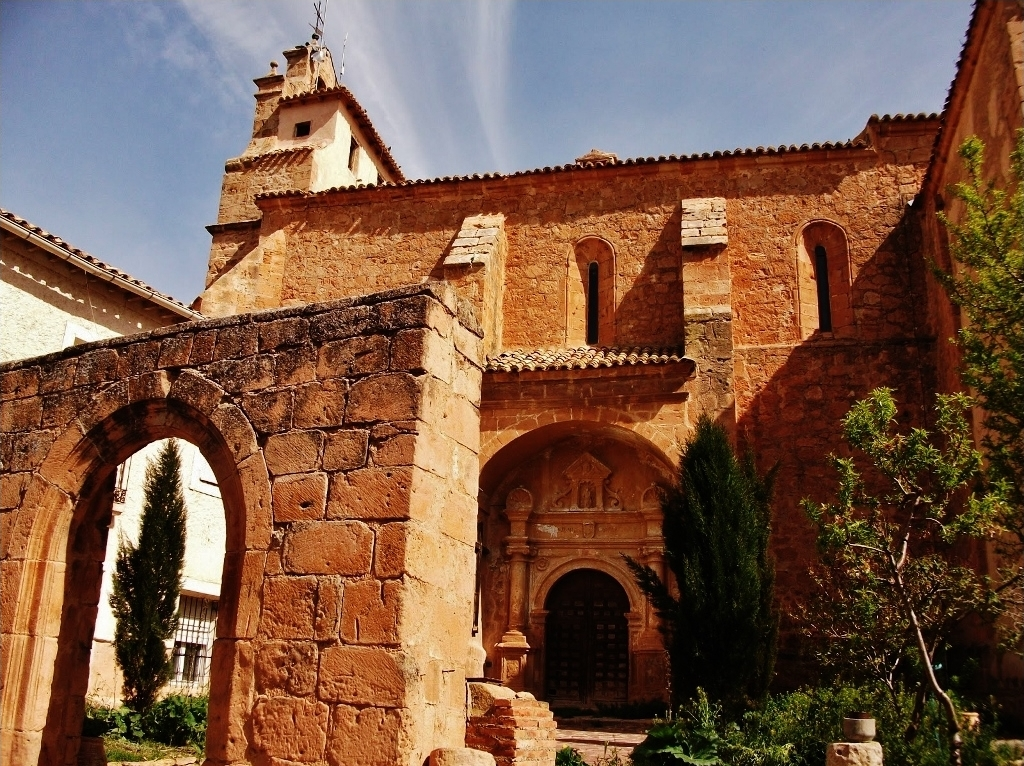
Iglesia de Nuestra Señora de la Leche

En el centro de Alconchel de Ariza se halla, además de la plaza Mayor, la plaza de Villarreal donde se encuentra la Iglesia de Nuestra Señora de la Leche. Pertenece al arciprestazgo del Alto Jalón.
La iglesia parroquial de Nuestra Señora de la Leche fechada a finales del siglo XVI y principio del siglo XVII es gótico-renacentista. El interior se reduce a una sola nave castellana de tres tramos cubiertos por bóvedas de terceletes, con nervios y plementería de sillería, según modelo clásico del siglo XVI. Los nervios apoyan en las esquinas de cada tramo sobre pilastras jónicas adosadas. La cabecera es poligonal y está cubierta con una bóveda estrellada de sillería. Esta nave no presenta capillas laterales entre los contrafuertes sino solamente un coro alto a los pies sobre una bóveda rebajada (del siglo XVII) de terceletes, con nervios y plementería de sillería, y arco carpanel. Sin embargo, a ambos lados del presbiterio se disponen diversas capillas: en el lado del evangelio una con dos tramos cubiertos por bóvedas de crucería, mientras que en el lado opuesto se abre una capilla barroca, dedicada al Santo Cristo, de planta cuadrada con bóveda sobre pechinas, esta está fechada en el siglo XVII, por lo que se corresponde con la fábrica del templo. No hay púlpito ya que a mediados del siglo XX se decidió quitarlo.
En el exterior, rematado por la cabecera poligonal, destacan los contrafuertes correspondientes a los tramos y las aristas del primer poligonal de la cabecera, todo ello de piedra. En el muro de los pies se dispone una esbelta espadaña barroca de dos cuerpos de vanos todos con arcos de medio punto donde se alojan dos campanas, y en un piso superior otra campana de menor dimensión. Además permanece en la espadaña un vano en que antaño había un reloj, aunque aún está la maquinaria. La portada se abre en el lado de la epístola, entre dos contrafuertes y un arco cobijo, rebajado, de sillería. Responde a la clásica composición de dos cuerpos: arco de medio punto entre columnas jónicas con entablamento liso donde se localiza el escudo del municipio y hornacina entre volúmenes con la escultura de Ntra. Sra. de la Leche, la titular de la iglesia, y frontón triangular donde se encuentra esculpido un querubín.
Destacan seis retablos:
- El retablo mayor es un altorrelieve del siglo XVI dedicado a Nuestra Señora de la Leche, es de madera tallada y cubre toda la cabecera. Este retablo pertenece a la 	escuela castellana, en concreto, es obra de Martín de Vandoma. Agrupa numerosas tallas: Virgen del Pilar, Virgen del Carmen, san Mateo, san Antonio, san Juan Bautista, Virgen de la Leche, san Roque, san Blas, san Rafael, santa Catalina, santa Ana, san Cristóbal , san Miguel, Santiago Apóstol, san Pedro, Cristo crucificado, san Pablo...

- El retablo del Niño Jesús corresponde al siglo XVIII, es de mazonería y en la hornacina contiene tres tallas (san José, el Niño Jesús y san Isidro).
- El retablo de San Antonio del siglo XVIII, el lienzo es de la escuela castellana.
- En la capilla del Santo Cristo, está el retablo del Cristo del siglo XVII, es de tipo popular.
- El retablo de la Virgen del Rosario es del siglo XVIII, ejecutado en madera y decorado con espejos.
- El retablo de San Pascual Bailón es del siglo XVIII, y ejecutado en madera.

Por lo que respecta a orfebrería, se realizó la siguiente catalogación: portaviático en forma de túpulo, de plata en su color, punzón de Daroca; cruz procesional, de plata en su color, con decoración repujada, nimbo bulboso con cabezas de ángeles, Cristo de tres clavos fundido en el anverso y Virgen con el Niño en el reverso, siglo XVIII, punzón de Zaragoza; custodia realizada por Juan de Alarcón de plata en su color, en forma de sol, con algunas partes doradas, con decoración repujada y cincelada, obra de mediados del siglo XVIII; concha para administrar el bautismo, de plata en su color; relicario dorado en honor a san Pascual.
El órgano fue construido por Miguel López (Daroca) en 1758-1759, con caja de Diego Ibáñez (Medinaceli, 1757), siendo recibido por Joseph Enguita, Francisco del convento de Ariza (Zaragoza). En el año 1805 sufre una importante reforma, realizada por el organero Manuel de San Juan, de Logroño, miembro de una saga de organería con centro en La Rioja, a la que sigue una adecuación del instrumento en 1827. es un instrumento de buena fábrica y de calidad, pero las diferentes intervenciones históricas que han ido alterando su originalidad y las nefastas consecuencias que le produjo el que a finales de la década de los noventa del siglo XX se limpiara la bóveda de la iglesia con disparo de piedra arenisca, hacen que sobre el secreto y todas las partes del interior haya dos o tres dedos de estas piedrecillas, que han llenado todo de polvo y puesto el órgano en estado de máxima suciedad, afectando a las principales partes mecánicas y sonoras del instrumento, causas por las que no reúne las condiciones necesarias para recibir la consideración de Bien de Interés Cultural en la última declaraacioón de órganos de la zona como BIC (2022) aunque su custodia y protección debe ser objeto prioritario de vigilancia y desvelo por parte de la propiedad y de las instituciones locales, según alegaciones de la Dirección General de Patrimonio Cultural.

### Ermitas

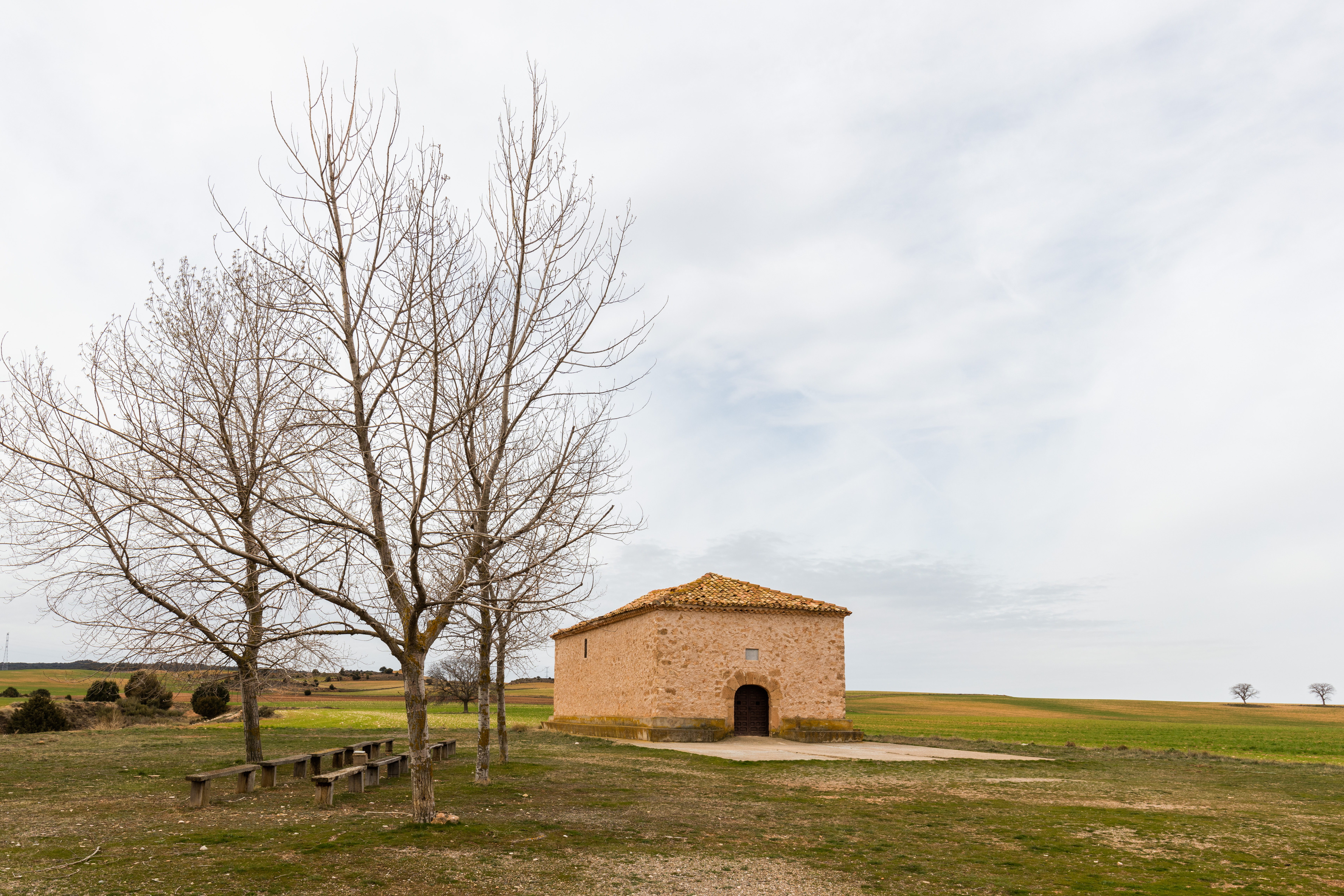
Ermita de San Pascual

- Ermita de San Blas, construida en 1774, aunque su cabecera es de estilo gótico, es anterior. El interior es de planta cuadra y se alza en la entrada un coro, en el altar hay una cúpula de media naranja con unos frescos pintados en los arcos de las paredes laterales, estas pinturas son los milagros de san Blas. También está dibujada la pared donde se aloja el retablo de san Blas, pero en esta se ha dibujado una especie de tela color carmín, como si cubriese el retablo. El retablo de san Blas es de madera de manzonería dorado, con una hornacina custodiada por dos columnas salomónicas pareadas con algunos detalles vegetales como hojas de parra y racimos de uvas. La imagen de san Blas es una talla de bulto redondo realizada en madera, lleva una vestimenta comprendida en una túnica de color plata y rojizo, realizada con detalle puesto que se aprecia el plegamiento de las ropas, una capa dorada y una mitra también dorada. En su mano derecha sujeta un cayado y en la izquierda un rastrillo, símbolos que representan a san Blas.
- Ermita de San Pascual, construida aproximadamente a finales del siglo XIX, situada a tres kilómetros en dirección a Cabolafuente. Es una ermita sencilla de planta cuadrada con acceso de arco de medio punto rebajado, tiene gran amplitud, en esta ermita se encuentra un retablo sencillo de madera en honor a san Pascual Bailón, donde se puede observar la imagen de san Pascual, ésta es una imagen para vestir con pelo natural flanqueada por dos columnas jónicas y friso corrido.
- Ermita de la Virgen de la Soledad o del Humilladero, construida aproximadamente en el siglo XVIII. Es una ermita sencilla, de pocas dimensiones, de planta cuadrada, con acceso de arco de medio punto rebajado, en esta ermita se encuentra el retablo de mazonería dorado de la Virgen de la Soledad, es una imagen para vestir.
- Ermita de san Sebastián, actualmente desaparecida.

### Otros monumentos

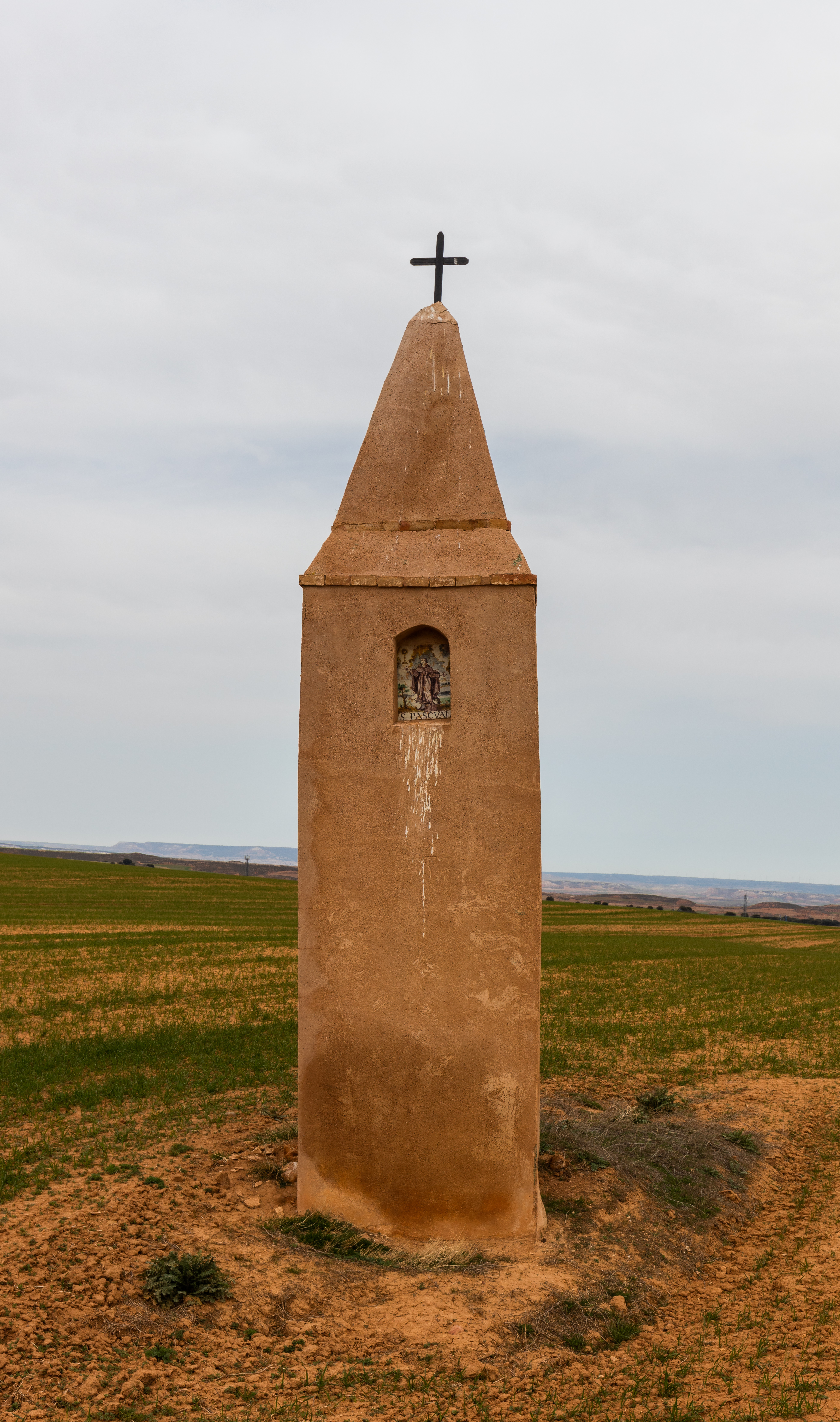
Peirón del Tiro de Bola

- Cuatro peirones. Los peirones son pilares construidos en piedra o ladrillo que señalan la salida u inicio del municipio, o la confluencia de caminos. Suelen terminar, en su parte superior, con una hornacina (a veces una cruz) decorada por la imagen de un santo o virgen: 
  - El peirón de san Roque que está situado en la bifurcación de los antiguos caminos de san Blas y Sisamón debe de sustituir a otro anterior emplazado aquí mismo y que debió de ser derribado o desaparecido. El actual está formado por un pilar cuadrado de hormigón armado, pintado de blanco, rematado por un capitel de ladrillo rojo a cuatro aguas, y con cuatro capillas laterales, que albergan en cerámica las imágenes que representan a San Pascual Bailón, San Blas, San Roque y San Antonio, debajo de cada una de ellas, está escrito los nombres de los que financiaron el nuevo peirón.
  - El peirón-fuente del Romeral se encuentra allí porque cuando san Pascual iba de camino a Villarreal, se encontró en ese lugar a unos mendigos que tenían sed, entonces él con su cayó hizo tres cruces sobre una piedra y de repente empezó a manar agua (este es el primer milagro de san Pascual). Antes hubo un antiguo peirón que ha sido reconstruido por un pilar cuadrado de ladrillo macizo, rematado por un capitel de ladrillo macizo a cuatro aguas, con tres capillas laterales, que albergan en cerámica las imágenes que representan a San Pascual Bailón, san Francisco, y santa Clara (son los dos santos que se le aparecieron y de esa forma comenzó su vocación religiosa).
  - El peirón de san Pascual que está en el camino del Cid, antiguo camino de Ariza (a 2 km de la población) está formado por un pilar cuadrado de hormigón armado, revestido por cemento de color tierra, rematado por un capitel de hormigón armado a cuatro aguas,  y con cuatro capillas laterales, que albergan en cerámica las imágenes que representan a San Pascual Bailón y otros santos.
  - El peirón de las Tres Cruces, se levanta a 2,5 km al este de la población junto al ribazo de una pieza de labor y a unos cien metros del camino de la Zarzuela que lleva a la ermita de San Pascual Bailón.
  - El peirón de san Bartolomé, derruido por un rayo, estuvo situado en el punto más alto del término municipal, el cerro del Otero.
- La casa de San Pascual Bailón, data aproximadamente de siglo XVI, es una casa que se ubica en la antigua calle llamada "El Escurridero", la cual vivió desde los seis hasta los dieciocho años con su amo Martín García. En ella se encuentra un ventanuco cerrado desde tiempos de san Pascual hasta nuestros días.
- La casa del cura data del siglo XX, es una casa que fue diseñada por un monje cisterciense del monasterio de Santa María de Huerta, es una casa de grandes dimensiones realizada con ladrillo en forma de aparejo y a soga (en forma mudéjar), y en piedra de mampostería (la parte inferior), tiene tres pisos, y numerosos vanos en forma de arco de medio punto.
- El ayuntamiento con un reloj de Sol data del siglo XIX, es un edificio de tres plantas que fue restaurado en la segunda mitad del siglo XX, y en esa restauración ubicaron en la fachada el reloj de Sol.
- La fuente de la plaza Mayor data del siglo XIX, es una fuente de hierro que tiene cuatro caños y lo culmina arriba con una alcachofa de metal, la caldera también es de hierro. Tiene adosado un pilón de piedra de sillería. También hay una fuente pequeña en la calle Horno de 1956.
- Las antiguas escuelas, el edificio se construyó en la mitad del siglo XIX para albergar la escuela del municipio. Actualmente la planta de arriba es un hogar familiar, y la planta de abajo sirve una sala como consultorio médico y otra sala como lugar de reunión o biblioteca. Actualmente se le conoce a este edificio como el Centro Cultural.
- La muralla del pantano aproximadamente data del siglo XX, es una muralla construida con piedras de mampostería.
- El palomar redondo data de la época Romana, fue antes una torre redonda, y anteriormente un molino de viento, la cual está frente a la población.
- Hay varios pilones repartidos a lo largo de Alconchel como en "El Romeral" y en "El Chorrillo" construidos en piedra de sillería.
- Hay un enorme frontón y pista de tenis a buena distancia de su casco urbano al igual que hay una piscina municipal, y un reciente merendero.
- El puente del AVE Madrid-Zaragoza-Barcelona, es el más alto de la comarca de Calatayud, este puente se hizo hace apenas seis años, también hay un aparcadero de trenes en el límite con Cabolafuente.

## Fiestas

### El 3 de febrero: San Blas
El 3 de febrero se celebra san Blas, en el cual se realiza una hoguera en la plaza Mayor del municipio. El día anterior los mozos del pueblo van a recoger leña y en la mañana del día siguiente (día 3 de febrero) se prepara la hoguera para que por la tarde se prenda fuego después de haber terminado la eucaristía en la ermita del santo. 
Esa tarde se realiza una procesión desde la iglesia a la ermita de San Blas, allí se celebra la eucaristía en honor al santo y al terminar se prende fuego a la hoguera, en el que el humo se ve desde la ermita. Después, por la noche, se cena junto a la hoguera asando chuletas o patatas. Finalmente, hay baile en el bar durante varias horas.
Hay una tradición que consiste en dar tres vueltas a la hoguera en dirección contraria a las agujas del reloj. También hay otra costumbre que consiste en coger de la lámpara del santo que hay en la ermita el aceite bendecido y aplicárselo con el dedo índice realizando la señal de la cruz en la cuello con la finalidad de no contraer problemas de garganta. 

### Primer sábado de mayo: San Gregorio
El primer sábado de mayo más cercano al día 9 se celebra San Gregorio con una romería a la ermita de San Pascual Bailón, en la que se realiza una eucaristía en honor al santo. El ayuntamiento invita a todo el pueblo al aperitivo y la comida que se realiza en los alrededores de la ermita, además por la tarde van músicos y hay baile. Finalmente, los alconcheleros pasan todo el día en la romería.

### 17 de mayo: San Pascual
El 17 de mayo se celebra San Pascual Bailón, se realiza una procesión que recorre las calles del pueblo parando en determinados puntos para honrar al santo con un tradicional baile y canto. Después de la procesión se realiza una eucaristía en honor a san Pascual en la cual se besa la reliquia del santo. A esta celebración se acercan fieles venidos de toda la comarca y de la localidad de Villarreal, donde está enterrado el santo.  
Hasta la década de los años 1950 era tradición escenificar el famoso y extinguido Dance que trataba de una actuación teatral de diferentes personajes (franceses y españoles; y moros y cristianos) encarnados por los vecinos del municipio. La trama consistía en la lucha de los españoles y franceses; y de los moros y cristianos, ensalzando la vida de san Pascual Bailón. El espectáculo teatral se realizaba anualmente, desde unos orígenes inciertos, en la plaza Mayor de Alconchel. De este dance queda la existencia del guion del mismo y alguna fotografía de su representación. 
También con el paso de las décadas y la despoblación ha desaparecido la histórica Cofradía de San Pascual del municipio, la cual organizaba los actos litúrgicos y financiaba la actuación de los grupos de joteros que cantaban durante el día 17 y 18 de mayo.

### Del 13 al 16 de agosto: San Roque
Las de San Roque son las fiestas del verano. Se celebran en la localidad y las que más gente congrega; son realizadas por el Ayuntamiento y además colabora una Comisión de Festejos. Dicha comisión está formada por una de las peñas del municipio las cuales se van sucediendo cada cuatro años.
Los festejos se prolongan durante tres días sin descanso en las que se suceden la música, las competiciones y los juegos infantiles. También se realizan actos litúrgicos como la celebración de dos eucaristías: una el día 15 de agosto en honor a la Asunción de la Virgen; y otro día en honor al titular de las fiestas celebradas, san Roque. 
El día 13 de agosto comienza las fiestas del municipio con el tradicional chupinazo en el balcón del Ayuntamiento a las 12 de la noche. Anterior a este acto de inauguración de las fiestas, es costumbre asistir por la tarde al Festival de Jotas Aragonesas que se realiza en la plaza Mayor al cual vienen cada año rondallas de diferentes lugares. 
En los días 13, 14 y 15 de agosto hay competiciones de cartas, deportivas... y por las noches se congrega en la plaza Mayor frente al escenario todo el pueblo para bailar y disfrutar de la música hasta altas horas de la madrugada. Durante el baile siempre se celebra el típico bingo y el tradicional Baile del Farolillo. Seguido a esto se lleva a cabo las aperturas de las peñas que se prolonga hasta el alba. Las peñas están abiertas del trece al dieciséis, para todo el que quiera beber y bailar.
El día 16 de agosto se celebra la tradicional merienda de San Roque que reúne a la población entorno la plaza Mayor de la localidad y en diversas calles cercanas a las peñas, en la cual cena todo el pueblo al aire libre en una noche de verano. Finalmente el último acto con el que culmina las fiestas del municipio es con una charanga la cual realiza un recorrido por todas las peñas de Alconchel hasta altas horas de la madrugada.

## Turismo
Alconchel tiene muchas cosas para ver, como: tres peirones a las afueras de Alconchel,  tres ermitas, san Blas, san Pascual Bailón y la Virgen de la Soledad, la casa de san Pascual Bailón, un frontón, una pista de tenis, una piscina municipal, un merendero, una zona de columpios y una grandísima casa del cura, una iglesia.
Por Alconchel pasa el camino del Cid, en el que está señalada la ruta y se puede hacer; también se puede realizar la caza de liebres, conejos, jabalíes, perdices... A pocos kilómetros de Alconchel está el monasterio cisterciense en Santa María de Huerta, el monasterio de Piedra en Nuévalos y los balnearios de Jaraba que utilizan aguas termales del río Mesa. Se puede visitar Molina de Aragón, Sigüenza o Calatayud ya que distan aproximadamente 60 km del pueblo.